# Prolemur
Prolemur is een monotypisch geslacht uit de familie der maki's (Lemuridae). De wetenschappelijke naam van het geslacht werd in 1871 gepubliceerd door John Edward Gray. De enige soort werd rond 2000 afgesplitst van het geslacht Hapalemur.

## Taxonomie
Er wordt 1 soort tot dit geslacht gerekend:
- Geslacht: Prolemur (1 soort)
  -  Soort: Prolemur simus – Breedsnuithalfmaki (oude naam Hapalemur simus)